# Cryptocephalus ocellatus
Cryptocephalus ocellatus  (лат.) — вид листоедов (Chrysomelidae) из подсемейства скрытоглавов (Cryptocephalinae). Распространён в Европе и Казахстане.

## Подвиды и вариетет
- Подвид: Cryptocephalus ocellatus ocellatus Drapiez, 1819
- Подвид: Cryptocephalus ocellatus ochropezus Suffrian, 1853
- Вариетет: Cryptocephalus ocellatus var. nigrifrons Bedel, 1899
- Вариетет: Cryptocephalus ocellatus var. montanellus Müller, 1948